# Bahçelievler, Pendik
Bahçelievler là một xã thuộc huyện Pendik, tỉnh Istanbul, Thổ Nhĩ Kỳ.